# Pancroides abnormalis
Pancroides abnormalis är en fjärilsart som beskrevs av George Francis Hampson 1895. Pancroides abnormalis ingår i släktet Pancroides och familjen nattflyn. Inga underarter finns listade i Catalogue of Life.